# Amadeus 5., greve af Savoyen
Amadeus 5.,  greve af Savoyen, kendt som  Amadeus den Store (født 4. september 1249 i Le Bourget-du-Lac ved Bourgetsøen i Savoyen, død 16. oktober 1323 i Avignon) var greve af Savoyen fra 1285 til 1323.
Amadeus 5. blev forfader til Sardiniens konger i 1730–1861 og til Italiens konger i 1861–1946.

## Forfædre
Tekst mangler, hjælp os med at skrive teksten

## Udvidelser af landet
Som ung var Amadeus 5. ridder ved Edvard 1. af Englands hof, og han deltog i flere af kongens krige mod waliserne.
Efter 1285 skaffede Amadeus 5. sig flere territorier i nutidens Frankrig og Schweiz.  Han var svoger til kong Henrik 7. af Tyskland, og han deltog i dennes felttog i Italien (1310 – 1313). Som belønning fik Amadeus 5. tildelt nogle embeder og territorier i Italien. 

## Efterkommere
Amadeus 5. var gift to gange, og han fik 12 børn. 
Han blev farfar til Amadeus 6.,  greve af Savoyen, gift med Bonne af Bourbon, grevinde af Savoyen (Bonne var svigerinde til kong Karl 5. af Frankrig). Desuden blev Amadeus 5. tipoldefar til Modpave Felix 5..